# Vegyjel
A vegyjel a kémiai elemek rövid kémiai jele. A természetben is előforduló elemeket mind egy, vagy két betűvel jelöljük; néhány mesterségesen előállított radioaktív elem vegyjele három karakterből épül fel, például Uub, amit később neveznek el a IUPAC döntése alapján állandó néven. A vegyjelet mindig nagybetűvel kezdjük, de a következő karakterek, ha vannak, mindig kisbetűk. Noha az elemek nevei nyelvenként eltérhetnek, a vegyjelek nemzetközileg ismertek és azonosak, a IUPAC szabályai szerint. Ugyanakkor Kínában például saját rendszer alapján is jelölik őket.
A vegyjelek a periódusos rendszerből olvashatók ki.
A ma használt vegyjeleket Jöns Jakob Berzelius svéd vegyész fejlesztette ki.
A vegyjelek az elemek általában görög, ill. latin eredetű nevéből képzettek:
hélium: He (a görög "helios" = "nap" szóból).
klór: Cl (a görög "chloros" = "halványzöld" szóból).
arany: Au ( a latin "aurum" szóból).
szén: C (a latin "carbo" = "állati szén" szóból)
vas: Fe (a latin "ferrum" = "kard, vas" szóból).
réz: Cu (a latin "cuprum" = "Cyprus" szóból).
szilícium: Si (a latin "silicis" = "kovakő" szóból).
A vegyjelek segítségével írjuk fel a kémiai anyagok képletét, pl.
-az oxigén vegyjele: O, molekulaképlete: O2. Az oxigén gáz egy elemi anyag, mert csak egyetlen atomfajta építi fel.
-a hidrogén vegyjele: H, molekulaképlete: H2. A hidrogén gáz szintén egy elemi anyag, mert csak egyetlen atomfajta építi fel.
-a víz képlete: H2O. A víz egy összetett anyag, a vízmolekula két különböző kémiai elem atomjaiból épül fel.
A képletek segítségével írjuk fel a kémiai egyenleteket, pl.
2H2 + O2 → 2H2O
Egy vegyjel nem csupán az adott kémiai elemet jelölheti, hanem az adott elem egy atomját, valamint egy mólnyi mennyiségét [ NA (~ 6×1023) db atomját, illetve ennyi atom tömegét] is, pl.
| A vegyjel jelentése                                | S                     |
| -------------------------------------------------- | --------------------- |
| kémiai elem                                        | kén                   |
| a kémiai elem egy atomja                           | kénatom               |
| Az adott elem egy mólnyi mennyisége (NA db atomja) | 1 mól (NA db) kénatom |